# Udara blackburni
Udara blackburni (Synonym: Vada blackburni ) ist ein Schmetterling (Tagfalter) aus der Familie der Bläulinge (Lycaenidae), der endemisch auf Hawaii vorkommt. Die Art wurde dem australischen Entomologen Thomas Blackburn gewidmet.

## Merkmale

### Falter
Die Flügelspannweite der Falter beträgt 22 bis 29 Millimeter. Die Grundfarbe der Flügeloberseite ist bräunlich. Je nach Lichteinfall hebt sich ein mehr oder weniger stark ausgeprägter violetter bis blauer, metallischer Schimmer ab, der bei den Weibchen schwächer schillert. Die Unterseite der Flügel ist bei beiden Geschlechtern kräftig grün gefärbt. Im englischen Sprachgebrauch wird die Art deshalb als Green Hawaiian Blue bezeichnet. Schwänzchen am Analwinkel fehlen.

### Raupe
Ausgewachsene Raupen sind gedrungen, asselförmig, haben eine gelbgrüne, zuweilen auch eine orangebraune Farbe und sind mit gelblichen Nebenrückenlinien sowie kurzen, hellen Haaren an den Punktwarzen versehen. Im Gegensatz zu vielen anderen Arten der Bläulinge fehlen ihnen Drüsen zur Ausscheidung von Süßstoffen. Dies ist dadurch begründet, dass auf Hawaii keine Ameisen leben, die mit Udara blackburni eine Symbiose bilden könnten.

## Verbreitung und Vorkommen
Das Verbreitungsgebiet der Art umfasst die großen Inseln von Hawaii. Sie fehlt auf  Niʻihau und Kahoʻolawe. Udara blackburni kommt bevorzugt in tropischen Wäldern vor.

## Lebensweise
Die Falter fliegen in mehreren Generationen das ganze Jahr hindurch. Die Männchen suchen die Weibchen meist in den Baumkronen. Als Nahrungspflanzen der Raupen werden Acacia-Arten (in erster Linie die Koa-Akazie (Acacia koa)), Pithecellobium-Arten, Regenbäume (Samanea saman), Perottetia sandwicensis, Dodonaea viscosa und Pipturus albidus angegeben. Sie leben einzeln und ernähren sich bevorzugt von den Blüten und Früchten, nur gelegentlich von den Blättern der Nahrungspflanzen.